# Susuacanga falli
Susuacanga falli är en skalbaggsart som först beskrevs av Linsley 1940.  Susuacanga falli ingår i släktet Susuacanga och familjen långhorningar. Inga underarter finns listade i Catalogue of Life.